# Beijing X7
Le Beijing X7 est un SUV multisegment de taille moyenne produit par Beijing, une sous-marque de BAIC Motor.

## Développement

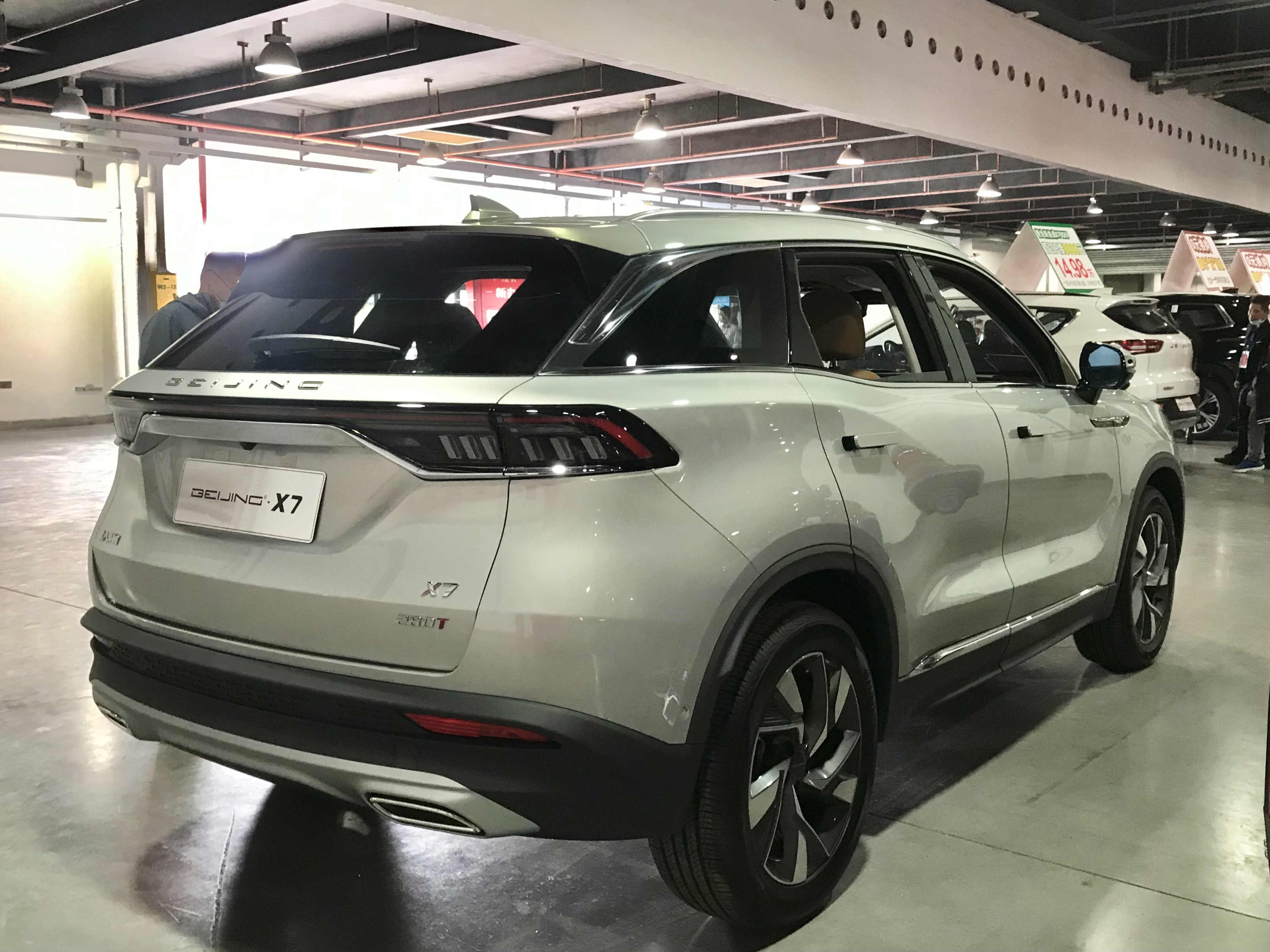
Beijing X7 arrière

Le Beijing X7 a été présenté en avant-première par le concept-car Yao qui a introduit le nouveau langage de conception de la famille de la marque remaniée de BAIC Motor.
Le Beijing X7 est construit sur la plate-forme BMFA (Beijing Modular Functional Architecture) de BAIC Motor. La plateforme soutiendra les futurs modèles de véhicules à carburant traditionnels et les modèles de véhicules hybrides rechargeables. Selon BAIC, le Beijing X7 a commencé la pré-vente en mai 2020 et a été officiellement répertorié en juin 2020.

## Caractéristiques
Le Beijing X7 est disponible avec deux combinaisons de puissance, le moteur turbo essence de 1,5 litre et la version hybride rechargeable avec le moteur turbo essence de 1,5 litre. Le moteur turbo de 1,5 litre produit une puissance maximale de 191 ch (140 kW) et un couple maximal de 275 N m. Le système de transmission est disponible avec des options comprenant une boîte manuelle à 6 rapports ou une transmission à double embrayage à 7 rapports.
Le Beijing X7 est doté de systèmes de navigation en direct AR, d'IoV et d'interconnexion de véhicules. Une interaction vocale conversationnelle active peut également être réalisée via le système d'interconnexion embarqué. De plus, le Beijing X7 est également équipé d'une fonction de reconnaissance faciale, d'un réglage automatique du siège et d'une surveillance active de la fatigue. Pour les fonctionnalités de sécurité, le X7 est équipé de 17 configurations, y compris l'assistance automatique au stationnement et à la congestion routière à une touche, avec une assistance à la conduite de niveau 2 activée via des mises à jour logicielles.